# Negro sobre blanco
Negro sobre blanco va ser un programa de televisió dedicat a la literatura, dirigit i presentat per l'escriptor Fernando Sánchez Dragó. Es va emetre entre 1997 i 2004 a La 2 de Televisió Espanyola els diumenges a la nit després de l'emissió del programa sobre futbol Estudio estadio. Posteriorment Sánchez Dragó va dirigir i presentar, entre 2005 i 2012, un programa del mateix caire titulat Las noches blancas al canal autonòmic Telemadrid.

## Format
Amb una durada que oscil·lava entre els 60 i els 90 minuts per programa, es centrava en l'anàlisi d'obres literàries i els seus autors. Negro sobre blanco incloïa un col·loqui amb escriptors i personalitats vinculades a la cultura on també s'analitzaven temes d'actualitat, i es completava amb debats, entrevistes i reportatges sobre l'actualitat literària. Ocasionalment també es feien programes monogràfics dedicats a escriptors rellevants que podien estendre's durant més d'un programa.
Entre els convidats que hi van aparèixer s'hi troben: Antonio Escohotado, Gabriel Albiac, Leopoldo María Panero, José Saramago, Federico Jiménez Losantos, Mercedes Salisachs, Javier Martínez Reverte, Alfonso Guerra, Fernando Savater, Alejandro Jodorowsky, José María Aznar, Joaquín Leguina, Alberto Montaner, Javier Ortiz, Mario Vargas Llosa, Antonio Colinas, Gonzalo Santonja, Juan José Armes Marcelo, Luis Mateo Díez, Guillermo Cabrera Infante, Viswanathan Anand, Ricardo de la Cierva, Henry Kamen, Jesús Torbado, Luis Alberto de Cuenca, Carlos Rojas, Fernando Rodríguez Lafuente, Luis Goytisolo, Ana María Matute, Rafael Sánchez Ferlosio, Gonzalo Puente Ojea, Jesús Lizano, Gustavo Bueno i José Antonio Marina.